# Saudade do Iguaçu
Saudade do Iguaçu est une municipalité brésilienne située dans l'État du Paraná.